# Eugen Betzler
Eugen Betzler (* 12. Mai 1915 in Stuttgart; † 9. Mai 1991 ebenda) war ein deutscher Politiker (SPD).

## Werdegang
Betzler war in den Jahren 1951 bis 1975 Mitglied des Gemeinderats von Stuttgart. Ab 1959 war er dort Vorsitzender der SPD-Fraktion.
Am 11. Juni 1958 rückte er für Willi Lausen in den Landtag von Baden-Württemberg nach, dem er bis zum Ende der Wahlperiode im März 1960 angehörte.

## Ehrungen
- 1976: Verdienstkreuz am Bande der Bundesrepublik Deutschland
- 1980: Verdienstkreuz 1. Klasse der Bundesrepublik Deutschland